# Оберн (Канзас)
Оберн (англ. Auburn) — місто (англ. city) в США, в окрузі Шоні штату Канзас. Населення — 1273 особи (2020).

## Географія
Оберн розташований за координатами 38°54′24″ пн. ш. 95°48′56″ зх. д. / 38.90667° пн. ш. 95.81556° зх. д. (38.906670, -95.815558).  За даними Бюро перепису населення США в 2010 році місто мало площу 1,67 км², з яких 1,67 км² — суходіл та 0,01 км² — водойми. В 2017 році площа становила 1,81 км², з яких 1,80 км² — суходіл та 0,01 км² — водойми.

## Демографія
Згідно з переписом 2010 року, у місті мешкало 1227 осіб у 467 домогосподарствах у складі 320 родин. Густота населення становила 733 особи/км².  Було 492 помешкання (294/км²).
Расовий склад населення:
| - 94,6 % — білих - 0,6 % — чорних або афроамериканців - 0,4 % — корінних американців - 0,2 % — азіатів - 0,1 % — вихідців з тихоокеанських островів |

До двох чи більше рас належало 3,8 %. Частка іспаномовних становила 4,1 % від усіх жителів.
За віковим діапазоном населення розподілялося таким чином: 32,4 % — особи молодші 18 років, 56,1 % — особи у віці 18—64 років, 11,5 % — особи у віці 65 років та старші. Медіана віку мешканця становила 33,0 року. На 100 осіб жіночої статі у місті припадало 90,8 чоловіків;  на 100 жінок у віці від 18 років та старших — 82,0 чоловіків також старших 18 років.
Середній дохід на одне домашнє господарство  становив 55 333 долари США (медіана — 50 703), а середній дохід на одну сім'ю — 64 323 долари (медіана — 61 597). Медіана доходів становила 50 464 долари для чоловіків та 34 857 доларів для жінок. За межею бідності перебувало 8,0 % осіб, у тому числі 13,0 % дітей у віці до 18 років та 7,6 % осіб у віці 65 років та старших.
Цивільне працевлаштоване населення становило 641 осіб. Основні галузі зайнятості: освіта, охорона здоров'я та соціальна допомога — 34,8 %, виробництво — 10,5 %, мистецтво, розваги та відпочинок — 9,2 %, публічна адміністрація — 8,6 %.